# Canon EF-S 18-135mm-objectief
De Canon EF-S 18-135mm f/4-5.6 is een familie van zoomobjectieven gemaakt door de Japanse fabrikant Canon. Dankzij de EF-S lensvatting kunnen deze objectieven alleen gebruikt worden op Canon EOS-camera's die zijn voorzien van een zogenaamde APS-C-sensor (1,6x crop). Dit betekent dat dit type objectief het equivalent is van een full-frame-objectief met een brandpuntsafstand van tussen de 29 en 216 mm.
De eerste variant werd in 2009 geïntroduceerd en kwam gebundeld als kitlens bij zowel de EOS 60D als de EOS 7D. In juni 2012 kwam er een opvolger voorzien van een zogenaamde 'stepping motor' die volgens Canon voor een stillere en soepelere autofocus zorgt. Dit nieuwe objectief is onder andere gebundeld met de EOS 650D.

## Specificaties
| Naam                        | f/3.5-5.6 IS              | f/3.5-5.6 IS STM                 |
| --------------------------- | ------------------------- | -------------------------------- |
| Afbeelding                  |                           | Plaats uw zelfgemaakte foto hier |
| Belangrijkste eigenschappen |                           |                                  |
| Beeldstabilisatie           | Ja                        | Ja                               |
| Weerbestendig               | Nee                       | Nee                              |
| Ultrasonic Motor (USM)      | Nee                       | Nee                              |
| Stepping Motor (STM)        | Nee                       | Ja                               |
| L-objectief                 | Nee                       | Nee                              |
| Diffractieve optica         | Nee                       | Nee                              |
| Macro                       | Nee                       | Nee                              |
| Zoomvergrendeling           | Nee                       | Ja                               |
| Technische eigenschappen    |                           |                                  |
| Brandpuntsafstand           | 18-135 mm                 | 18-135 mm                        |
| Diafragma (max-min)         | f/3.5-5.6 - f/22-38       | f/3.5-5.6 - f/22-38              |
| Opbouw                      | 12 groepen / 16 elementen | 12 groepen / 16 elementen        |
| Diafragmalamellen           | 6                         | 7                                |
| Minimale scherpstelafstand  | 0,45 m                    | 0,39 m                           |
| Maximale vergroting         | 0,21x                     | 0,28x                            |
| Horizontale beeldhoek       | 74°–29°                   | 74°–29°                          |
| Diagonale beeldhoek         | 84°–34°                   | 84°–34°                          |
| Verticale beeldhoek         | 53°–19°30'                | 53°–19°30'                       |
| Fysieke eigenschappen       |                           |                                  |
| Gewicht                     | 455 g                     | 480 g                            |
| Maximale diameter           | 75,4 mm                   | 77 mm                            |
| Lengte                      | 101 mm                    | 96 mm                            |
| Accessoires                 |                           |                                  |
| Zonnekap                    | EW-73B                    | EW-73B                           |
| Historie                    |                           |                                  |
| Introductie                 | september 2009            | juni 2012                        |
| Momenteel in productie?     | Ja                        | Ja                               |